# The Woman God Forgot
The Woman God Forgot é um filme mudo do gênero romance produzido nos Estados Unidos e lançado em 1917.

## Elenco
- Wallace Reid como  Alvarado
- Raymond Hatton como  Moctezuma
- Hobart Bosworth como  Cortez
- Theodore Kosloff como  Guatemoco
- Walter Long como Taloc (Sumo Sacerdote)
- Julia Faye como criada de Tecza
- Olga Gray como mulher asteca
- Geraldine Farrar como  Tecza (filha de Moctezuma)
- Charley Rogers como Cacamo (como Charles Rogers)
- Ramon Novarro como homem asteca (sem créditos)

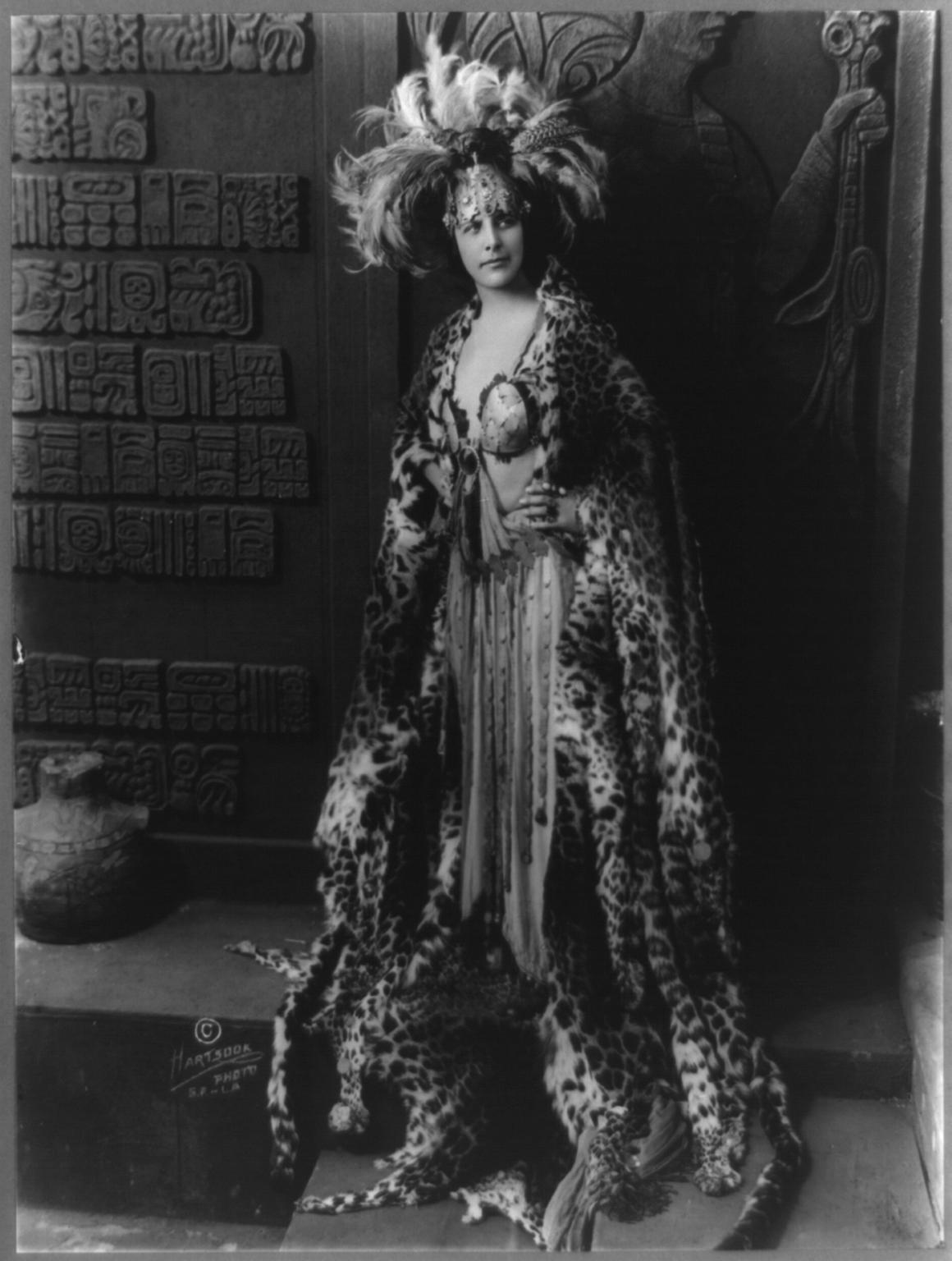
Geraldine Farrar como Tecza (filha de Moctezuma)

- Geraldine Farrar como Tecza (filha de Moctezuma)Louis Weinberg conhecido como David Marvel como Príncipe Indiano (dançarino de vaudeville)O Filme The Woman God Forgot (1917)